# Hell and Back
Hell and Back è un film d'animazione del 2015 diretto da Tom Gianas e Ross Shuman.
Il film uscì nelle sale cinematografiche statunitensi il 2 ottobre 2015, distribuito da Freestyle Releasing, e ha incassato 157,768 $. In Italia è stato distribuito a ottobre 2016 su Netflix.

## Trama
Il film segue tre amici che dopo aver infranto un giuramento di sangue, provocano l'apertura di un portale attraverso il quale viene risucchiato all'inferno uno di loro. Questo porta gli altri due amici ad attraversare il portale per salvarlo dai demoni e dal Diavolo.

## Personaggi e doppiatori
- Remington "Remy", voce originale di Nick Swardson, italiana di Fabrizio De Flaviis.
- Deema, voce originale di Mila Kunis, italiana di Alessia Patregnani.
- Il Diavolo, voce originale di Bob Odenkirk, italiana di Luca Graziani.
- Augie, voce originale di T. J. Miller, italiana di Marco De Risi.
- Curt Myers, voce originale di Rob Riggle, italiana di Luciano Palermi.
- Barb l'angelo, voce originale di Susan Sarandon, italiana di Anna Tuveri.
- Orfeo, voce originale di Danny McBride, italiana di Sandro Carotti.
- Gloria, voce originale di Maria Bamford.
- Demone della boy band, voce originale di Lance Bass.
- Demone offendente, voce originale di H. Jon Benjamin.
- Durmessa, voce originale di Jennifer Coolidge.
- Demone che da il benvenuto all'inferno, voce originale di John P. Farley, italiana di Alex Poli.
- Annunciatore dell'inferno, voce originale di Jenna Gianas.
- Larry il demone, voce originale di Dennis Gubbins.
- Rick l'anima perduta, voce originale di Jay Johnston.
- Madame Zonar, voce originale di Kerri Kenney-Silver, italiana di Maria Cristina Heller.
- Kyle il demone, voce originale di Kyle Kinane.
- Asmodeo, voce originale di David Koechner.
- Anima perduta atea, voce originale di Seth Morris.
- Dave il demone, voce originale di Kumail Nanjiani, italiana di Massimo Aresu.
- Abigor, voce originale di Michael Peña.
- Cleb il giostraio, voce originale di Brian Posehn, italiana di Roberto Benfenati.
- Asmoday, voce originale di Greg Proops.
- Testa demone, voce originale di Paul Scheer.
- Sal il demone, voce originale di J. B. Smoove.
- Garthog, voce originale di Dana Snyder.
- Anima perduta tormentata, voce originale di Paul F. Tompkins.
- Patrono del carnevale, voce originale di Nakia Trower.